# 4. Kavallerie-Brigade Nr. 40
Die 4. Kavallerie-Brigade Nr. 40, auch 4. (königlich-sächsische) Kavallerie-Brigade Nr. 40 war ein Großverband der Preußischen Armee.

## Geschichte
Die 4. Kavallerie-Brigade Nr. 40 wurde zum 1. Oktober 1910 in Chemnitz aufgestellt, wo sie bis zu ihrer Auflösung am 6. April 1918 verblieb. Sie war bis 1914 Teil der 40. Division (4. Königlich Sächsische) mit Standort in Chemnitz, die dem XIX. (II. Königlich Sächsisches) Armee-Korps zugeordnet war. Mit Kriegsbeginn wurde sie der 8. Kavallerie-Division (Königlich Sächsische) unterstellt, die  zum Höheren Kavallerie-Kommando 3 gehörte. Dieses wurde von General Rudolf von Frommel geführt.

### Gliederung
- 1910 bis 1914

Königlich Sächsisches Karabinier-Regiment (2. Schweres Regiment), 3. Ulanen-Regiment Nr. 21 „Kaiser Wilhelm II., König von Preußen“
- Kriegsgliederung bei Mobilmachung 1914

Wie vor, Reitende Abteilung Feldartillerie-Regiment Nr. 12, MG-Abteilung Nr. 8, Kavallerie-Pionier-Abteilung

### Erster Weltkrieg 1914 bis 1918
Die Brigade kämpfte im Verband der 8. Kavallerie-Division zunächst an der West- und ab September 1914 an der Ostfront. So war sie an einem Gefecht bei Schilleningken in Ostpreußen beteiligt.
Zu den Kampfhandlungen, Gefechten und Schlachten siehe Kampfgeschehen der 8. Kavallerie-Division.

### Brigadekommandeure
| Name                           | Datum                                                |
| ------------------------------ | ---------------------------------------------------- |
| Traugott Leuckart von Weißdorf | 24. September 1910 bis 21. Dezember 1911             |
| Horst von Luttitz              | 22. Dezember 1911 bis 11. Januar 1915                |
| Karl von Friesen               | 12. Januar 1915 bis 18. April 1918 (Auflösung)       |
| Johannes Ebert                 | 9. Januar 1919 bis 31. August 1919 (Demobilisierung) |